# Piotr Janton
Piotr Janton – polski perkusista i pianista rozrywkowy.

## Życiorys (skrócony)
- 1964–1966

W 1964 roku w nowo wybudowanym akademiku Politechniki Poznańskiej powstał studencki klub „Agora”, gdzie występował zespół Meteory w składzie: Halina Żytkowiak (śpiew), a później także Włodzimierz Woźniak (śpiew) i Czesław Staszak (śpiew) oraz Jacek Kaluba (gitara rytmiczna), Zbigniew Szymkowiak (gitara solowa), Stanisław Dajczak (gitara basowa) i Piotr Janton (perkusja).
- 1966

Bierze udział w powstaniu poznańskiej Grupa „My” w składzie: Tomasz Dziubiński (śpiew, gitara), Andrzej Mikołajczak (organy), Leszek Muth (gitara basowa), Piotr Janton (perkusja).
- 1968–1969

Występy estradowe z Benonem Hardym, Januszem Muraszką i Jerzym Grzewińskim w zespołach akompaniujących wykonawcom w programach estradowych.
- 1969–1971

Wchodzi do składu grupy Blues Trio Wojciecha Skowrońskiego w miejsce Andrzeja Nackoskiego. Z grupą tą występuje m.in. w klubie „Od Nowa” w Poznaniu; bierze udział w II Beat Session w Warszawie i I Lubelskich Spotkaniach Wokalistów Jazzowych (3-5.04.1970) oraz w plebiscycie o „Złotą Kotwicę Sopockiego Lata '70”. W 1970 ukazała się EP-ka tria pt. Blues Trio Wojciecha Skowrońskiego (Polskie Nagrania „Muza”, N-0632) z nagraniami radiowymi. Składająca się z kompozycji, autorstwa Skowrońskiego: Trochę żal (sł. Jan Tomasz), Za rok (sł. Piotr Moszyński), Miałem sen (sł. Jan Tomasz), Nas trzech (sł. Jadwiga Urbanowicz).W 1971 roku zespół (w składzie: W. Skowroński, K. Plewiński, P. Janton) wystąpił w programie emitowanym w TVP3 Poznań pt. Alfabet Rozrywki w reż. Stefana Mroczkowskiego. Po odejściu z Blues Tria rozpoczyna współpracę z Estradą Poznańską, towarzysząc na scenie Zbigniewowi Górnemu i poznańskiemu kabaretowi Tey.
- 1972

Jest perkusistą w Zespole Estradowym Wojsk Lotniczych „Eskadra” i komponuje muzykę do kilku piosenek do tekstów takich autorów tekstów, jak m.in.: Jadwiga Urbanowicz, czy Piotr Łosowski. Na potrzeby występów na Festiwalu Piosenki Żołnierskiej w Kołobrzegu. 
- 1975

Od 1 września tegoż roku przeprowadza się do Warszawy, gdzie otrzymał propozycję objęcia kierownictwa muzycznego Zespołu Wojsk Obrony Powietrznej „Radar”, który miał wówczas w programie oratorium, autorstwa Katarzyny Gärtner i Ernesta Brylla pt. Zagrajcie nam wszystkie srebrne dzwony. Pełni rolę kierownikiem muzycznego „Radaru” do roku 1980, a także akompaniuje artystom stołecznych scen, współpracując Estradą Warszawską.
- 1978

Bierze półroczny, bezpłatny urlop i wyjeżdża do Danii, gdzie przez pół roku gra na perkusji w cyrku „Benewais” z muzykami z Warszawy i ze Śląska.
- 1980

Rezygnuje z dalszego pełnienia funkcji kierownika muz. zespołu „RADAR”, po czym wraca do Poznania. W lutym 1980 roku wyjeżdża do Niemiec i przez pięć sezonów pracuje jako perkusista w cyrku „Williams Althoff”.
- 1984

Decyduje się pozostać w Niemczech. Zamieszkuje w Stolbergu, gdzie nadzoruje pierwsze występy Alex Bandu pod kier. Aleksandra Maliszewskiego i wprowadza orkiestrę w cyrkowy program. Po dwóch tygodniach Alex Band rozpoczyna samodzielną prace w cyrku.
- 1985

Tworzy zespół z niemieckimi i polskimi muzykami pod nazwą Cover Band. W międzyczasie podejmuje pracę w firmie produkującej wyświetlacze z plexiglasu.
- 1998–2011

Prowadzi własną działalność gospodarczą, będąc równolegle aktywnym muzykiem w zespole Triska Ansambl, współpracując tam z Evi Rebiere i Tadeuszem Erhardem Orgielewskim. Ponadto występuje z różnymi składami w klubach jazzowych w Kolonii, Düsseldorfie i w Aachen.
- 2017

Obecnie mieszka w okolicach Aachen, gdzie występuje jako pianista... Wszystkie utwory z EP-ki pt. Blues Trio Wojciecha Skowrońskiego, które nagrał jako perkusista zespołu. Ukazały się w 2017 roku na wydanej nakładem Kameleon Records kompilacji pt. Trochę żal (KAMCD 63) – zbierającej nagrania radiowe i telewizyjne zespołów Wojciecha skowrońskiego z lat 1970–1973.
- 2019

Na albumie wydanym przez Kameleon Records pt. Blues to zawsze blues jest (KAMCD 65), zebrano nagrania koncertowe zespołów Wojciecha Skowrońskiego z lat 1970–1974. Znalazło się tam 7 utworów Blues Tria z nim w składzie, a są to nagrania zarejestrowane na festiwalu Jazz nad Odrą we Wrocławiu (1970) i podczas Lubelskich Spotkań Wokalistów Jazzowych (1970–1971).